# ジーター・ダウンズ
ジーター・ディオン・ダウンズ（Jeter Deion Downs、1998年7月27日 - ）は、コロンビア・サンアンドレス島出身のプロ野球選手（内野手）。右投右打。福岡ソフトバンクホークス所属。
兄のジェリー・ダウンズ・ジュニアもプロ野球選手。

## 経歴

### プロ入り前
コロンビア生まれだが、5歳の時に一家でアメリカ合衆国フロリダ州へ移住している。

### プロ入りとレッズ傘下時代

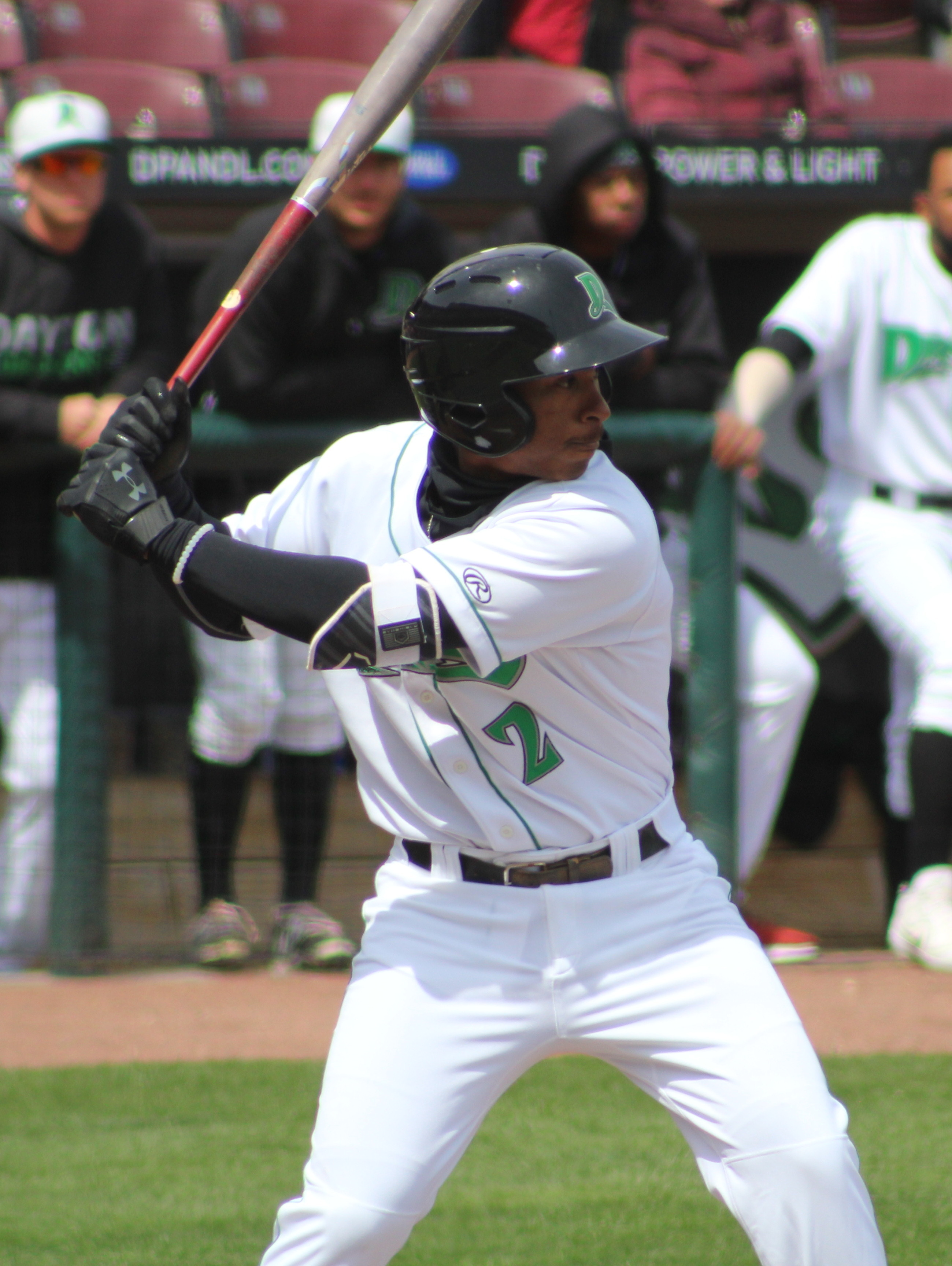
A級デイトン・ドラゴンズ時代
（2018年4月8日）

2017年のMLBドラフト1巡目戦力均衡ラウンドA（全体32位）でシンシナティ・レッズから指名され、プロ入り。なお、契約しない場合はマイアミ大学へ進学の予定であった。契約後、傘下のパイオニアリーグのルーキー級ビリングス・マスタングスでプロデビュー。50試合に出場して打率.267、6本塁打、29打点、8盗塁を記録した。
2018年はA級デイトン・ドラゴンズでプレーし、120試合に出場して打率.257、13本塁打、47打点、37盗塁を記録した。

### ドジャース傘下時代
2018年12月21日にヤシエル・プイグ、アレックス・ウッド、カイル・ファーマー及び金銭とのトレードで、ホーマー・ベイリー、ジョサイア・グレイと共にロサンゼルス・ドジャースへ移籍した。
2019年は傘下のA+級ランチョクカモンガ・クエークスとAA級タルサ・ドリラーズでプレーし、2球団合計で119試合に出場して打率.276、24本塁打、86打点、24盗塁を記録した。

### レッドソックス時代
2020年2月10日にデビッド・プライス、ムーキー・ベッツとのトレードで、アレックス・ベルドゥーゴ、コナー・ウォンと共にボストン・レッドソックスへ移籍した。この年は新型コロナウイルスの影響でマイナーリーグの試合が開催されなかったため、公式戦の出場は無かった。
2021年は傘下のAAA級ウースター・レッドソックスでプレーし、99試合に出場して打率.190、14本塁打、39打点、18盗塁を記録した。オフにはアリゾナ・フォールリーグに参加し、スコッツデール・スコーピオンズに所属した。11月19日にはルール・ファイブ・ドラフトでの流出を防ぐために40人枠入りした。
2022年は開幕をAAA級ウースターで迎えた。6月20日にメジャー初昇格を果たし、22日のデトロイト・タイガース戦にて「9番・三塁手」で先発出場してメジャーデビュー。オフの12月16日に吉田正尚の加入に伴い、DFAとなった。

### ナショナルズ時代
2022年12月22日にウェイバー公示を経てワシントン・ナショナルズへ移籍した。このシーズンは6試合に出場した。12月12日にディラン・フローロの加入に伴いDFAとなった。

### ヤンキース傘下時代
2023年12月19日にウェイバー公示を経てニューヨーク・ヤンキースへ移籍した。2024年1月19日にディエゴ・カスティーヨの加入に伴いDFAとなり、同月24日に傘下AAA級スクラントン・ウィルクスバリ・レイルライダースへ配属となった。7月30日にFAとなった。

### ソフトバンク時代
2024年7月30日、NPBの福岡ソフトバンクホークスが獲得したことが発表された。背番号は4。ウエスタン・リーグに18試合出場した後、9月25日に一軍初昇格。同日の埼玉西武ライオンズ戦（みずほPayPayドーム）で「7番・二塁手」として先発起用され初出場を果たすと、好守を披露した後、7回裏には初安打を記録。1番打者に抜擢された9月29日の北海道日本ハムファイターズ戦（エスコンフィールドHOKKAIDO）では、初回に加藤貴之から第1号となる先頭打者本塁打を放つ。ポストシーズンも引き続き起用され、日本ハムと対戦したクライマックス・シリーズ ファイナルでは、7打数3安打と結果を残すが、横浜DeNAベイスターズと対戦した日本シリーズでは7打数無安打だった。

## プレースタイル
コンパクトな振りで二塁打を量産するタイプの打者である。
積極的な走塁も持ち味であり、2025年7月13日の東北楽天ゴールデンイーグルス戦（楽天モバイルパーク宮城）では2打席連続で三塁打を放った。

## 人物
コロンビアの元プロ野球選手であった父がデレク・ジーターにちなみ、この名をつけたという。

## 詳細情報

### 年度別打撃成績
| 年 度    | 球 団        | 試 合 | 打 席 | 打 数 | 得 点 | 安 打 | 二 塁 打 | 三 塁 打 | 本 塁 打 | 塁 打 | 打 点 | 盗 塁 | 盗 塁 死 | 犠 打 | 犠 飛 | 四 球 | 敬 遠 | 死 球 | 三 振 | 併 殺 打 | 打 率 | 出 塁 率 | 長 打 率 | O P S |
| -------- | ------------ | ----- | ----- | ----- | ----- | ----- | -------- | -------- | -------- | ----- | ----- | ----- | -------- | ----- | ----- | ----- | ----- | ----- | ----- | -------- | ----- | -------- | -------- | ----- |
| 2022     | BOS          | 14    | 41    | 39    | 4     | 6     | 1        | 0        | 1        | 10    | 4     | 0     | 0        | 0     | 1     | 1     | 0     | 0     | 21    | 0        | .154  | .171     | .256     | .427  |
| 2023     | WSH          | 6     | 9     | 5     | 4     | 2     | 0        | 0        | 0        | 2     | 1     | 2     | 0        | 0     | 0     | 4     | 0     | 0     | 1     | 0        | .400  | .667     | .400     | 1.067 |
| 2024     | ソフトバンク | 7     | 26    | 22    | 3     | 6     | 0        | 0        | 1        | 9     | 2     | 1     | 0        | 0     | 0     | 2     | 0     | 2     | 1     | 0        | .273  | .385     | .409     | .794  |
| MLB：2年 | MLB：2年     | 20    | 50    | 44    | 8     | 8     | 1        | 0        | 1        | 12    | 5     | 2     | 0        | 0     | 1     | 5     | 0     | 0     | 22    | 0        | .182  | .260     | .273     | .533  |
| NPB：1年 | NPB：1年     | 7     | 26    | 22    | 3     | 6     | 0        | 0        | 1        | 9     | 2     | 1     | 0        | 0     | 0     | 2     | 0     | 2     | 1     | 0        | .273  | .385     | .409     | .794  |

- 2024年度シーズン終了時

### 年度別守備成績
| 年 度 | 球 団        | 二塁（2B） | 二塁（2B） | 二塁（2B） | 二塁（2B） | 二塁（2B） | 二塁（2B） | 三塁（3B） | 三塁（3B） | 三塁（3B） | 三塁（3B） | 三塁（3B） | 三塁（3B） | 遊撃（SS） | 遊撃（SS） | 遊撃（SS） | 遊撃（SS） | 遊撃（SS） | 遊撃（SS） |
| 年 度 | 球 団        | 試 合      | 刺 殺      | 補 殺      | 失 策      | 併 殺      | 守 備 率   | 試 合      | 刺 殺      | 補 殺      | 失 策      | 併 殺      | 守 備 率   | 試 合      | 刺 殺      | 補 殺      | 失 策      | 併 殺      | 守 備 率   |
| ----- | ------------ | ---------- | ---------- | ---------- | ---------- | ---------- | ---------- | ---------- | ---------- | ---------- | ---------- | ---------- | ---------- | ---------- | ---------- | ---------- | ---------- | ---------- | ---------- |
| 2022  | BOS          | 8          | 7          | 13         | 1          | 1          | .952       | 6          | 4          | 9          | 1          | 2          | .929       | 3          | 1          | 1          | 0          | 0          | 1.000      |
| 2023  | WSH          | 2          | 0          | 1          | 0          | 0          | 1.000      | -          | -          | -          | -          | -          | -          | 4          | 2          | 2          | 0          | 1          | 1.000      |
| 2024  | ソフトバンク | 6          | 6          | 10         | 0          | 2          | 1.000      | -          | -          | -          | -          | -          | -          | 4          | 6          | 5          | 1          | 2          | .917       |
| MLB   | MLB          | 10         | 7          | 14         | 1          | 1          | .955       | 6          | 4          | 9          | 1          | 2          | .929       | 7          | 3          | 3          | 0          | 1          | 1.000      |
| NPB   | NPB          | 6          | 6          | 10         | 0          | 2          | 1.000      | -          | -          | -          | -          | -          | -          | 4          | 6          | 5          | 1          | 2          | .917       |

- 2024年度シーズン終了時

### 記録
初記録
- 初出場・初先発出場：2024年9月25日、対埼玉西武ライオンズ24回戦（みずほPayPayドーム福岡）、7番、二塁手として先発出場
- 初打席：同上、2回裏に隅田知一郎から空振り三振
- 初安打：同上、7回裏に隅田知一郎から左前安打
- 初盗塁：2024年9月28日、対北海道日本ハムファイターズ24回戦（エスコンフィールドHOKKAIDO）、3回表に二盗（投手：北山亘基、捕手：郡司裕也）
- 初本塁打・初打点：2024年9月29日、対北海道日本ハムファイターズ25回戦（エスコンフィールドHOKKAIDO）、1回表に加藤貴之から左越ソロ ※先頭打者本塁打[22]

### 背番号
- 20（2022年）
- 3（2023年）
- 4（2024年[13] - ）